# Малый Демидовский переулок
Ма́лый Деми́довский переу́лок — улица в центре Москвы в Басманном районе между Гороховским переулком и улицей Казакова.

## Происхождение названия
Название переулков — Большой и Малый Демидовские — было дано по фамилии проживавших здесь в XVIII веке промышленников Демидовых, владевших заводами на Урале.

## Описание
Малый Демидовский начинается от Гороховского переулка и спускается на юго-восток до улицы Казакова.

## Здания и сооружения
По нечётной стороне:
- № 3 — жилой дом. Здесь жил архитектор Г. К. Олтаржевский[2].